# رویین
رویین نام یکی از پسران پیران است که در جنگ دوازده رخ به دست بیژن کشته شد. رویین سفیر و حامل آخرین پیام پیران به گودرز میان اردوگاه طرفین از کوه کنابد به کوه زیبد بود، او وقتی به اردگاه سپاه ایران رسید مورد استقبال گودرز قرار گرفت یک هفته مهمان بود تا پاسخ را گرفته نزد پدر ببرد:
| چو رویین پیران به درگه رسید |  | سوی پهلوان سپـه کس دویـــد |

## رویین در شاهنامه
ششمین نبرد تن به تن در جنگ دوازده‌رخ پیکار میان رویین با بیژن حادث شد. هر دو سوار بر اسب کمان‌ها آماده چپ و راست میدان گرد هم گشتند یکدیگر را آماج هدف تیر قرار دادند امّا کاری از پیش نرفت. بیژن دست به عمود برده و فرصت یافت ضربه‌ای بسر رویین کوبید که از زیر کلاه‌خئود خون و مغزش فرو ریخت و از پدر کمک خواست و در دم جان داد. طبق گزارش رویین جوان و سر تا پا جوشن آهنین داشت. آنگاه پیژن چون اهریمنان پیاده شد بر کمند پیچید بر زین کشید پشت اسب ببست و بالای تپهٔ نشان آمد فریاد پیروز باد شاه پیروزگر (کیخسرو) سر داد: 
| ششم بیژن‌گیو و رویین دمان    |  | بزه بر نهادند هر دو کمان     |
| چپ و راست گشتند یک با دگر   |  | نبد تیرشان از کمان کارگر     |
| به رومی عمود آنگهی پور گیو  |  | همی گشت با گرد رویین نیو     |
| بر آوردگه بر بر او دست یافت |  | زمین را بدرّید و اندر شتافت   |
| زد از باد بر سرش رومی ستون  |  | فرو ریخت از ترگ او مغز و خون |